# Solfatare (fumerolle)
Pour les articles homonymes, voir Solfatare.
 (décembre 2020).
Si vous disposez d'ouvrages ou d'articles de référence ou si vous connaissez des sites web de qualité traitant du thème abordé ici, merci de compléter l'article en donnant les références utiles à sa vérifiabilité et en les liant à la section « Notes et références ».

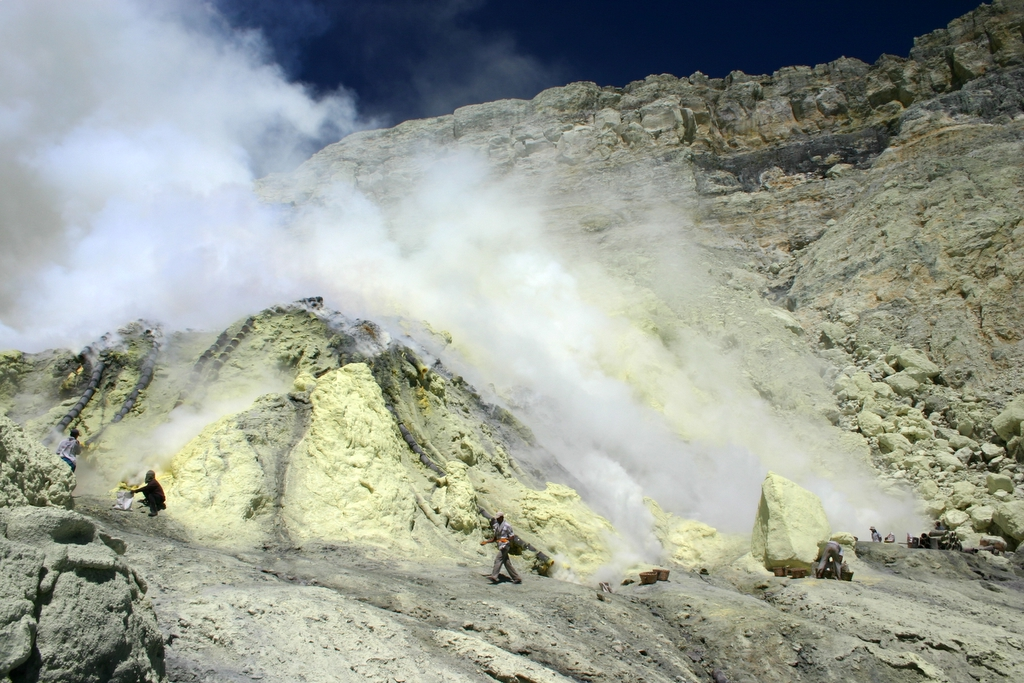
Vue de la solfatare du Kawah Ijen avec des mineurs extrayant du soufre.

Une solfatare, du latin sulpha terra, « terre de soufre », est un type de fumerolle volcanique rejetant d'importantes quantités de soufre. Par extension, ce terme désigne aussi les dépôts soufrés en eux-mêmes. Son nom provient de la Solfatare, un cratère volcanique d'Italie, dans la banlieue napolitaine, comportant ce type de fumerolles.
Les solfatares sont présentes sur de nombreux volcans du monde. L'une des plus actives est celle du Kawah Ijen, en Indonésie, qui fait l'objet d'une importante exploitation minière.